# 905号加利福尼亚州州道
905号加利福尼亚州州道（英語：California State Route 905, SR 905）)是位于圣迭戈县的一条东西方向的州级公路，从西边的5号州际公路分出，在其附近的辅助线805号州际公路相交处提供了交流道，之后跨越805号州际公路后继续向东南方向到达美墨边境。905号加州州道曾先后被标为75号加州州道、117号加州州道，按照规划，该公路最终会改编为905号州际公路。